# محمد المر
محمد أحمد محمد المر الفلاسي (مواليد 1955م في دبي) كاتب قصة قصيرة من دولة الإمارات العربية المتحدة، أصدر ما يزيد عن 15 مجلدًا من القصص القصيرة، كما ترجمت مجموعتان إلى اللغة الإنجليزية: حكايات دبي وغمزة الموناليزا.
تخرج المر في جامعة سيراكيوز في الولايات المتحدة، وكان عضوًا في عدد من المؤسسات والمجالس الأكاديمية الإماراتية. وهو رئيس مجلس دبي الثقافي، الذي أعيد تنظيمه مؤخراً ليصبح هيئة دبي للثقافة والفنون.
في عام 2011، تم تعيين المر في الفصل الخامس عشر للمجلس الوطني الاتحادي ممثلاً لإمارة دبي، وتم انتخابه رئيسًا بالتزكية. شغل منصب رئيس المجلس من عام 2011 إلى عام 2015.
كما يشغل محمد أحمد محمد المر الفلاسي رئيس مجلس إدارة مؤسسة مكتبة محمد بن راشد، ويشغل أيضاً منصب رئيس مجلس أمناء جائزة محمد بن راشد للغة العربية.